# Philippe Rukamba
Philippe Rukamba (ur. 26 maja 1948 w Kabarondo) – rwandyjski duchowny katolicki, biskup Butare w latach 1997-2024. 

## Życiorys
Święcenia kapłańskie otrzymał 25 lipca 1974.
2 stycznia 1997 papież Jan Paweł II mianował go ordynariuszem diecezji Butare. Sakry udzielił mu 12 kwietnia 1997 biskup Joseph Sibomana.
12 sierpnia 2024 papież Franciszek przyjął jego rezygnację z urzędu ordynariusza diecezji Bultare. 